# 포탑

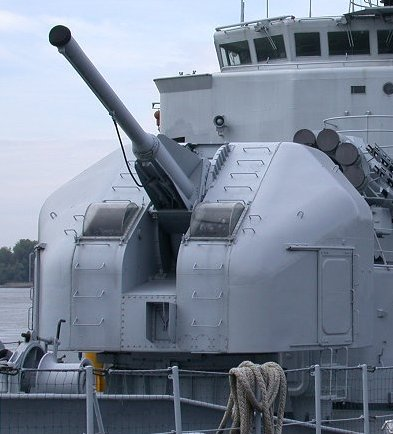
현대적인 건 터릿(프랑스 100 mm 함포(프랑스 구축함 멜르 브레제의 사진)은 원격제어를 통해 함포의 사격을 가능하게 한다.

포탑(砲塔) 또는 터릿(Gun Turret 또는 건터릿)은 화포의 승무원이나 기구를 보호하는 동시에 다양한 방향으로 조준하고 발사할 수 있도록 하는 장치이다. 이 문서에서는 포탑의 전단계인 장치인 포곽도 함께 설명한다.

## 포탑
포탑은 일반적으로 무기를 가진 회전 플랫폼이며, 대함용의 육상 포대 등 요새화된 건축물, 구조물 외에도 기갑 전투 차량, 군함, 군용기에 설치할 수 있다.
포탑에는 단수 또는 복수의 기관총, 기관포, 대구경 대포, 미사일, 로켓 런처를 장착할 수 있다. 또한 사람이 직접 조작하는 것과 원격 제어를 하는 것도 있으며, 장갑이 되어 있는 경우가 많다. 소형 포탑과 대형 포탑에 포함된 부포탑은 큐폴라(cupola)라고 불린다. 그러나 ‘큐폴라’라는 용어는 무기를 탑재하지 않고, 지휘관이 관측을 위해 사용하는 회전탑을 의미하는 경우도 있다.
포탑의 방호 목적은 무기와 그 운용자를 전투로 인한 손실, 날씨, 주변 상황, 자연환경 등으로부터 보호하기 위한 것이다.
포탑(터릿)의 어원은 요새에 지어진 건물이나 성벽 위에 지어진 방어용 구조물, ‘소탑’(Turret)에 근거한다. 이에 반해 지상에 직접 세운 구조물은 ‘탑’(tower)이라고 부른다.

## 군함

### 역사
포곽은 안정성 문제로 특히 중화기에 배치된 포곽은 흘수선 가까이에 위치한 것이 많았기 때문에, 홍수에 약하고, 악천후에 종종 작업에 어려움을 초래했다. 이에 반해 갑판에 있는 포탑라면 악천후 시에도 안전하게 사용이 가능하며, 더 적은 수의 포로도 함의 양현 모두에서 조준할 수 있었기 때문에 동력 혁명이 일어났고, 군함이 항해의 멍에에서 해방되면서 각국은 빠짐없이 포탑을 채용해 나가게 된다.
가장 빨리 포탑을 탑재한 군함 중 하나는 미국의 장갑함 ‘모니터’ 함이며, 원형의 회전식 장갑 드럼 1기에 전장식의 달그렌 포 2문을 탑재하고 있었다.
또 다른 방식으로 노포탑(바베트)은 포신의 장전과 회전기구 부분만 장갑을 가진 바베트로 방어한 것이다. 포좌는 바베트의 중앙에서 회전하지만, 포신은 바베트의 가장자리로 돌출된다. 이후의 설계에서는 포와 바베트 지붕처럼 장갑판을 씌운 ‘후드 바베트’도 개발되었다.
1895년에 취항한 마제스틱급 전함과 1897년에 취항한 후지급 전함은 전면 장갑식의 연장 포탑을 가진 현대적인 전함으로 등장했다. 1908년에 등장한 미국의 사우스캐롤라이나급 전함은 중심선 장비포의 사계를 넓히기 위해 전후 모두 2기의 포탑의 높이에 차가 있는 등에 업은 방식의 배치를 채용했다. 이것은 선체 구조를 강화하기 위해 전체 주포탑을 함의 중심선으로 이동시켰기 때문에 필요했던 조치이다. 이 새로운 배치는 동시대의 영국의 전함 ‘드레드노트’와는 대조적이었다. 드레드노트에는 많은 혁명적인 점이 있었지만, 여전히 2기의 현측 포탑을 가지고 있었다. (즉, 전체 포탑이 중심선상에 있었던 것은 아니다). ‘사우스캐롤라이나’가 진수될 때까지 짊어지고 있는 배치의 가치가 실증된 것은 없었고, 처음에는 이전에 키어사지급 전함, 버지니아급 전함에서 채택된 주포와 부포를 쌓아 2층 포탑의 약점이 되풀이 될까 우려하고 있었다.
더 큰 진전은 함 중앙부의 ‘Q’ 포탑을 폐지하여 포탑을 줄이는 대신 더 큰 포를 탑재한 일본의 곤고급 전함 (1913년)과 앞뒤 모두 주포탑을 짊어지고 있는 배치를 한 영국의 퀸엘리자베스급 전함 (1915년)이었다.
제1차 세계 대전 시기의 함정은 일반적으로 연장 포탑을 채용하고 있었지만, 대전 사이에서 제2차 세계 대전 시기의 함정에서는 3연장 포탑이나 심지어 4연장 포탑도 흔히 볼 수 있게 되었다. 이것은 포탑의 수를 줄이고, 장갑 방호를 개선할 수 있는 효과가 있었지만, 프랑스식 4연장 포탑은 신뢰성은 높지만 내부 구조가 매우 복잡했고, 영국식은 간단하지만 신뢰성이 낮아 실용적인 불편이 있었음을 알 수 있었다.
군함에서 사상 최대의 포탑은 제2차 세계 대전 중에 등장한 전함에 등장한 것으로, 중장갑으로 방호한 폐쇄된 전투실로 다수의 포 사수를 보호하고 있었다. 대형 전함의 주포의 구경은 보통 12인치 (30.5cm)에서 18인치 (46cm)였다. 18인치 포를 탑재한 전함 ‘야마토’의 포탑은 하나에 약 2,500톤의 무게가 나갔다. 전함의 부포(또는 순양함의 주포)는 보통 5-6인치 (127-152mm)였다. 보다 소형 함정은 3인치 (76mm) 또는 좀 더 큰 포를 탑재했지만, 이들은 대부분의 경우 포탑을 필요로 하지 않았다.

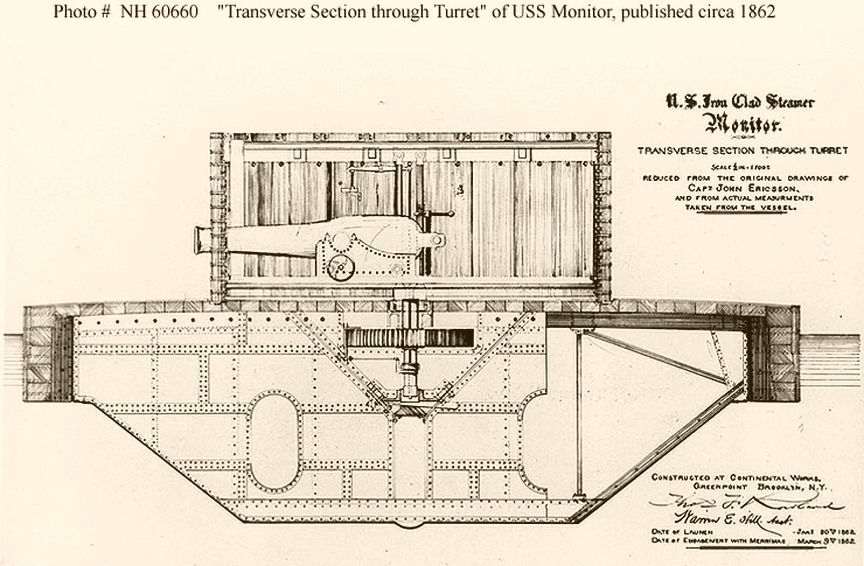
영국식과 프랑스 식과도 다른 독자적인 포탑을 얹은 장갑함 모니터
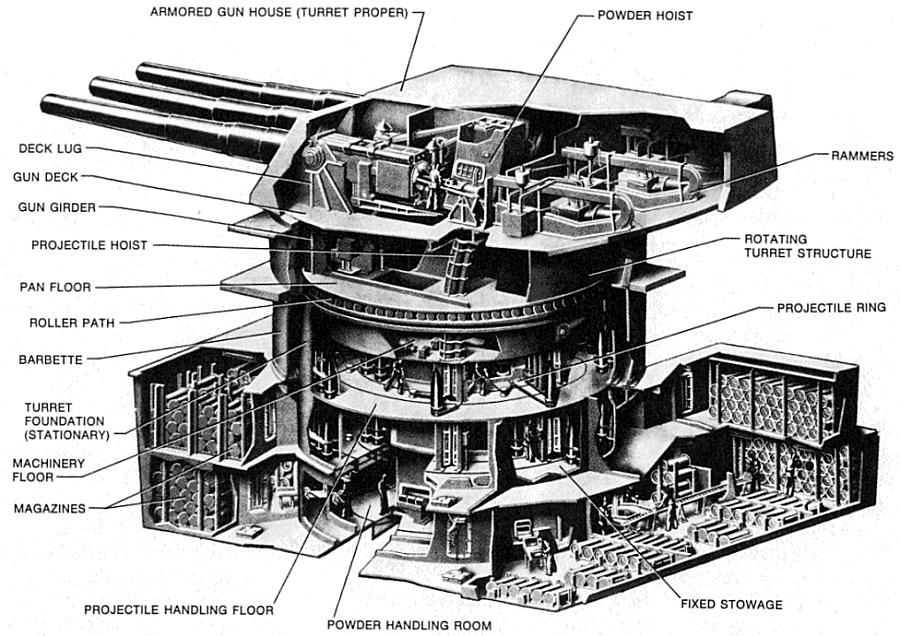
미국의 마크7 50구경 16인치 포의 포탑 단면도
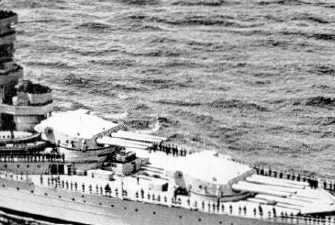
프랑스의 1931년형 330mm 4연장 포탑. 세계 최초의 실용 기기였다

### 포탑의 레이아웃

포탑의 동작 원리를 나타낸 동영상. 이것은 영국의 BL 42구경 15인치 포 마크I 포탑을 바탕으로 한 것

해군 용어로 ‘포탑’은 전통적으로 포의 전체 기구가 회전하고 원통형의 기부(트렁크)가 갑판을 관통하여 선내로 뻗어있는 것만을 의미한다. 상갑판 위에 나와 있는 회전 부분은 포실(gunhouse)이라고 부르고, 포의 기구와 작업자를 보호하고 여기서 포탄의 장전이 진행된다. 포실은 회전하는 롤러 평판에 올려져 있어, 물리적으로 함체에 고정되어 있지는 않기 때문에 만약 함이 뒤집힐 경우에는 함체에서 떨어져 나갈 수 있다. 포실 아래에는 원통형의 공간이 있어 탄약 처리를 하는 작업 구획과 함 내의 탄약고, 화약고에서 포탄과 장약을 올려주는 승강기가 들어있다.
승강기(양탄기)에는 포탄과 장약을 정리해 올리는 것(위 영국 함포탑의 동영상을 참조), 별개로 올리는 것(미국 함포탑의 단면도 참조)이 있다. 작업 구획과 기부는 포실과 함께 회전하면서, 정리가 되고, 강갑이 된 방호 바베트 속에 담겨있다. 바베트의 하단은 주장갑 갑판(동영상 속의 붉은 선)까지 미친다. 포탑의 가장 아래에는 양탄 약실이 있고, 여기에 탄약고, 화약고에서 꺼낸 포탄과 장약이 승강기에 올려진다.
양탄 장치와 승강기는 포탑 기부의 탄약고, 화약고에서 포탄과 장약을 운반하는 복잡한 기계이다. 포탄의 무게가 1톤 정도나 되는 점을 감안하면, 승강기는 강력하고, 빠르게 포탄을 운반할 수 있어야 한다. 동영상에 나와 있는 15인치 포탑은 장전과 발사 사이클을 1분에 완료할 수 있도록 되어 있다.
장전 시스템은 일종의 연동 기구가 붙어있어 포실에서 탄약고까지의 경로가 절대 한꺼번에 열리지 않도록, 즉 폭염이 탄약고까지 닿지 않도록 (이론적으로) 되어 있다. 포탑 주변 구역을 병력이 이동하려면 방염문과 승강구를 개폐해야 한다. 대구경 포에는 일반적으로 전동력식 또는 반동력식 삽입 기계로 포미에 무거운 포탄과 장약을 밀어 넣는다. 포탄을 밀어 위해서는 승강기와 포미가 일렬로 배치되어야 하기 때문에 일반적으로 포탄을 장전할 수 앙각의 범위에는 제한이 있다. 즉 포는 일단 장전 앙각에서 장전된 후 다시 조준 앙각으로 돌아가는 것이다. 동영상에 나타난 포탑은 삽탄기가 포를 올려둔 지지대에 고정되어 있기 때문에 더 넓은 범위의 앙각 장전이 가능하게 되어 있다.

#### 현측 포탑
현측 포탑(wing turret)은 함의 중심선에서 벗어나 현측과 돌출판에 배치된 포탑이다.
현측 포탑은 시계가 제한되기 때문에 일반적으로 편현의 화력만큼 밖에 기여하지 못한다. 그러나 포격전에서 가장 많은 것이 편현 포격전이기 때문에, 이것은 현측 포탑의 최대의 약점이 된다. (반대 쪽의 포가 낭비) 그러나 영국의 전함 ‘드레드노트’와 같은 배치에서는 현측 포탑으로 전후방 방향으로도 포격할 수 있었다. 이것은 정자전법을 가지고 갈 경우 불이익을 다소 해소하고, 또한 후방의 적에게 응전할 수 있었다.
영국의 인빈서블급 순양전함, 독일의 순양전함 폰데르탄처럼 2기의 현측 포탑이 모두 양현 바로 옆에서 발포할 수 있도록 비스듬히 밀어 넣는 시도도 있었다. 그러나 이것은 발포 시의 폭풍으로 인해 자함의 갑판에 큰 피해를 입힐 수 있었다.
현측 포탑은 1800년대 후반부터 1910년대 초까지의 주력함과 순양함에는 표준처럼 탑재되었다. 또한 드레드노트 이전 전함에서도 주포보다 소구경의 부포에는 현측 포탑이 사용되고 있었다. 대형 장갑순양함은 주포에도 현측 포탑이 사용될 수 있었지만, 포탑이 아닌 포곽을 이용하는 것이 많았다. 당시에는 포의 성능과 포격 관제 문제로 교전 거리가 짧아 소구경 포를 다수 장착하는 것이 적함의 상부 구조물과 부포를 파괴하기 쉽고, 가치가 크다고 생각했다.
1900년대 전반에는 포의 성능, 장갑의 질, 함의 속력이 전반적으로 높아졌고, 교전 거리도 늘어 났다. 결과적으로, 부포의 유용성은 감소했다. 그래서 초기의 드레드노트급 전함은 11인치 또는 12인치 구경의 ‘전 대구경포’(all big gun)를 장비하게 되었고, 그 일부는 현측 포탑으로 배치되었다. 그러나 이 방식이 적절하다고 말할 수는 없었다. 현측 포탑은 현측에서 일제 사격의 사계가 좁아질 뿐만 아니라 대형화된 포의 무게 때문에 함체 구조에 부담이 커져, 적절한 장갑을 사용하는 것이 점점 더 어려워졌기 때문이다. 또한 미국 해군의 최대 거포 마크7 50구경 16인치 포와 같은 이후의 더 큰 거포들은 함체에 대한 부담이 너무 커서, 현측 포탑에 배치하는 것이 불가능했다.

### 현대의 포탑
현대 수상함에서도 대구경 포를 장비하고 있는 것이 적지 않지만 구경은 일반적으로 3~5인치(76-127mm)이다. 포실은 포 기구를 단순히 비바람으로부터 견딜 수 있게 덮은 것이 많고, 강화플라스틱 등 가벼운 비장갑의 소재로 되어 있다. 또한 현대의 포탑은 대부분 자동화되어 있어, 포탑 내에는 무인 급탄 시스템으로 탄약을 보급하는 소규모의 팀만 있다.
기술의 진보에 따라 포의 위력과 발사 속도, 신뢰성 등이 향상함에 따라 기존에는 여러 포탑에서 했던 역할을 단일 포탑에서도 할 수 있게 되었기 때문에 다수의 포탑을 가진 함선은 줄어들었다. 소구경 포는 기관포의 원리로 작동하는 것이 많고, 포탑이 전혀 없이 단순히 갑판에 볼트로 고정시킨 것도 있다.
또한 최근에는 스텔스 함에 탑재를 상정하여 스텔스 기술을 부여한 포탑이 개발되고 있다. 보포스 Mk3 57mm포 스텔스형과 155mm AGS에서는 발포를 하지 않을 때 포신을 쉴드 내에 집어넣어 스텔스 성을 더욱 향상시켰다.

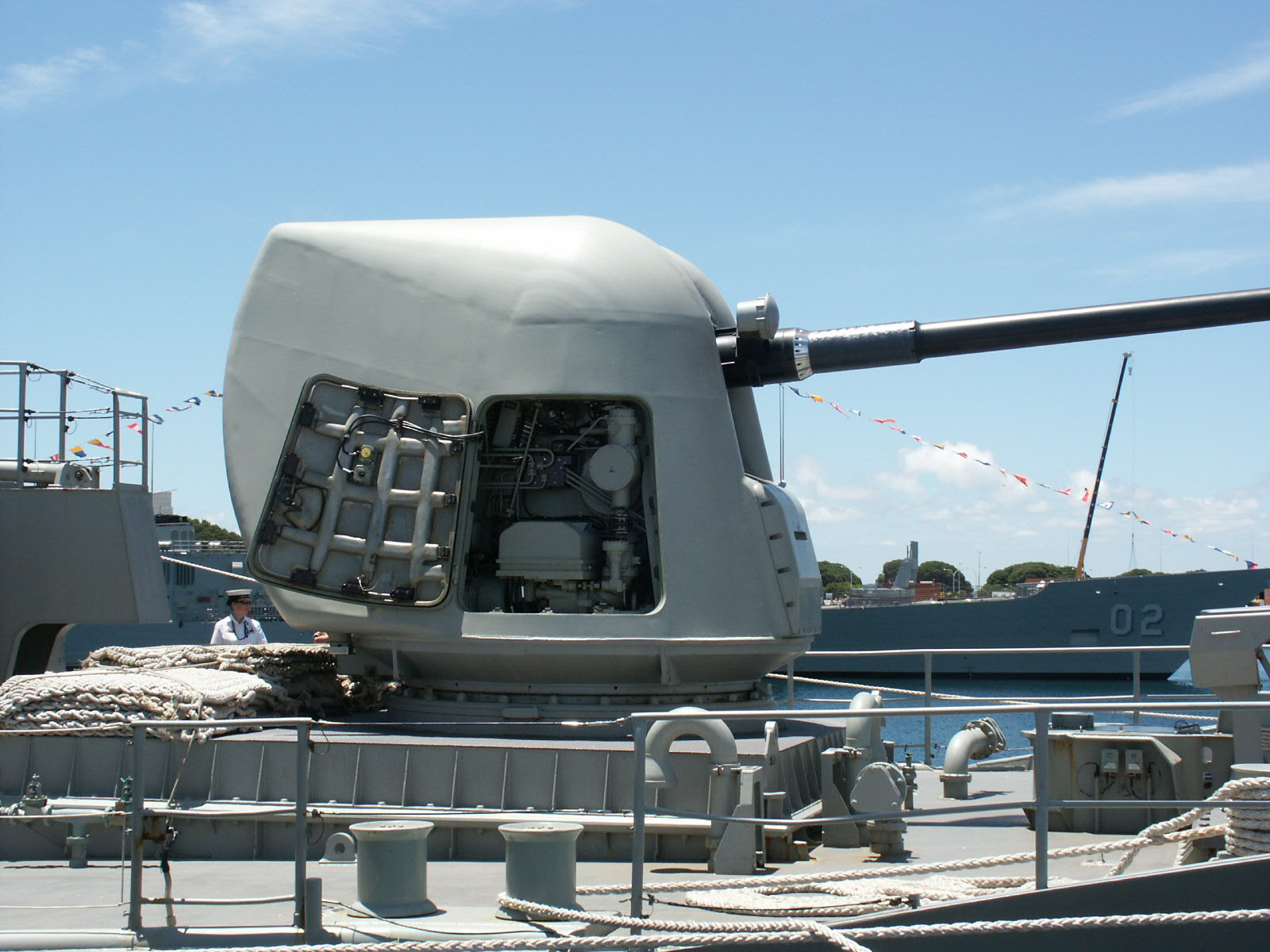
MK 45 5인치 포
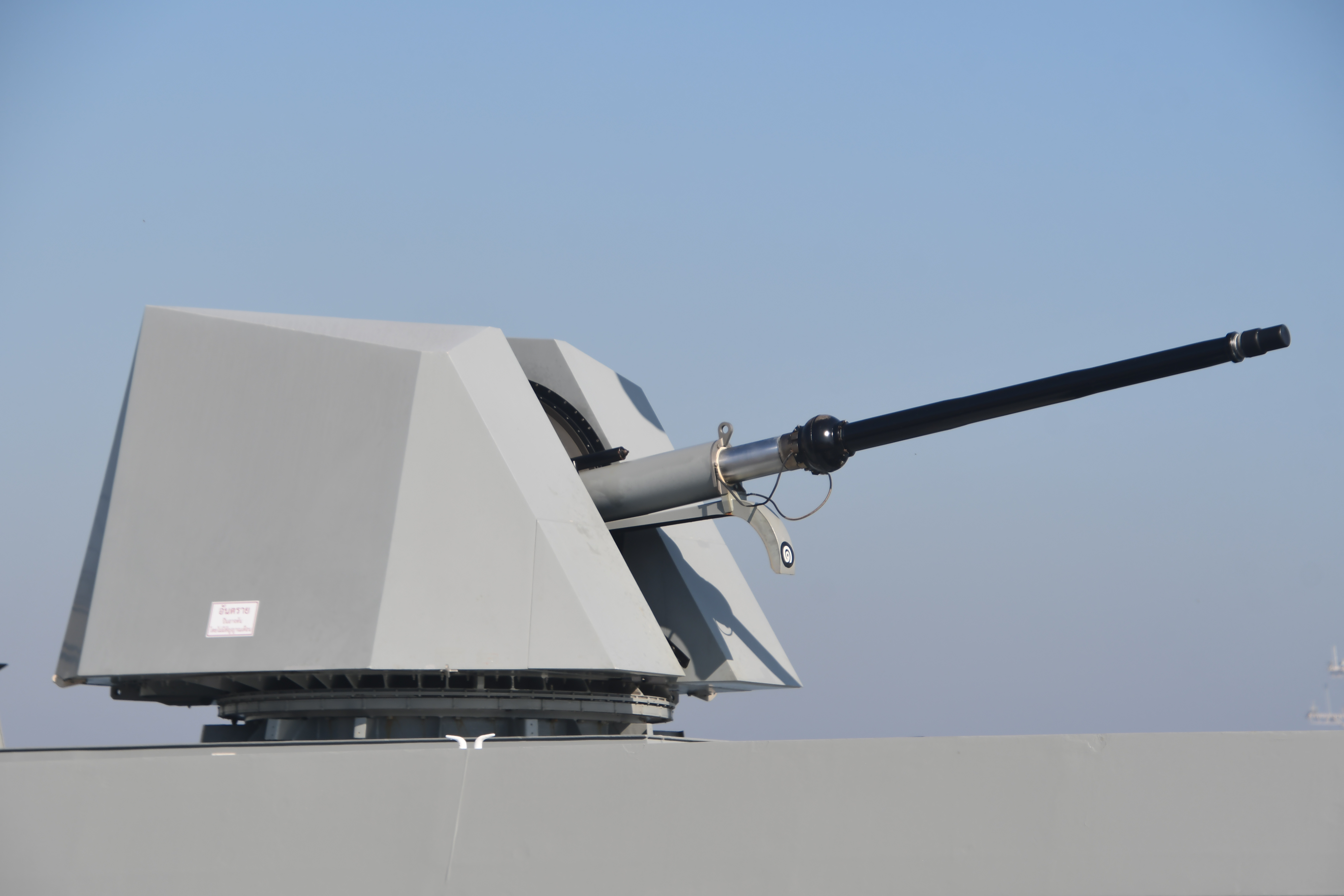
오토멜라라 76mm 포 (스텔스형)
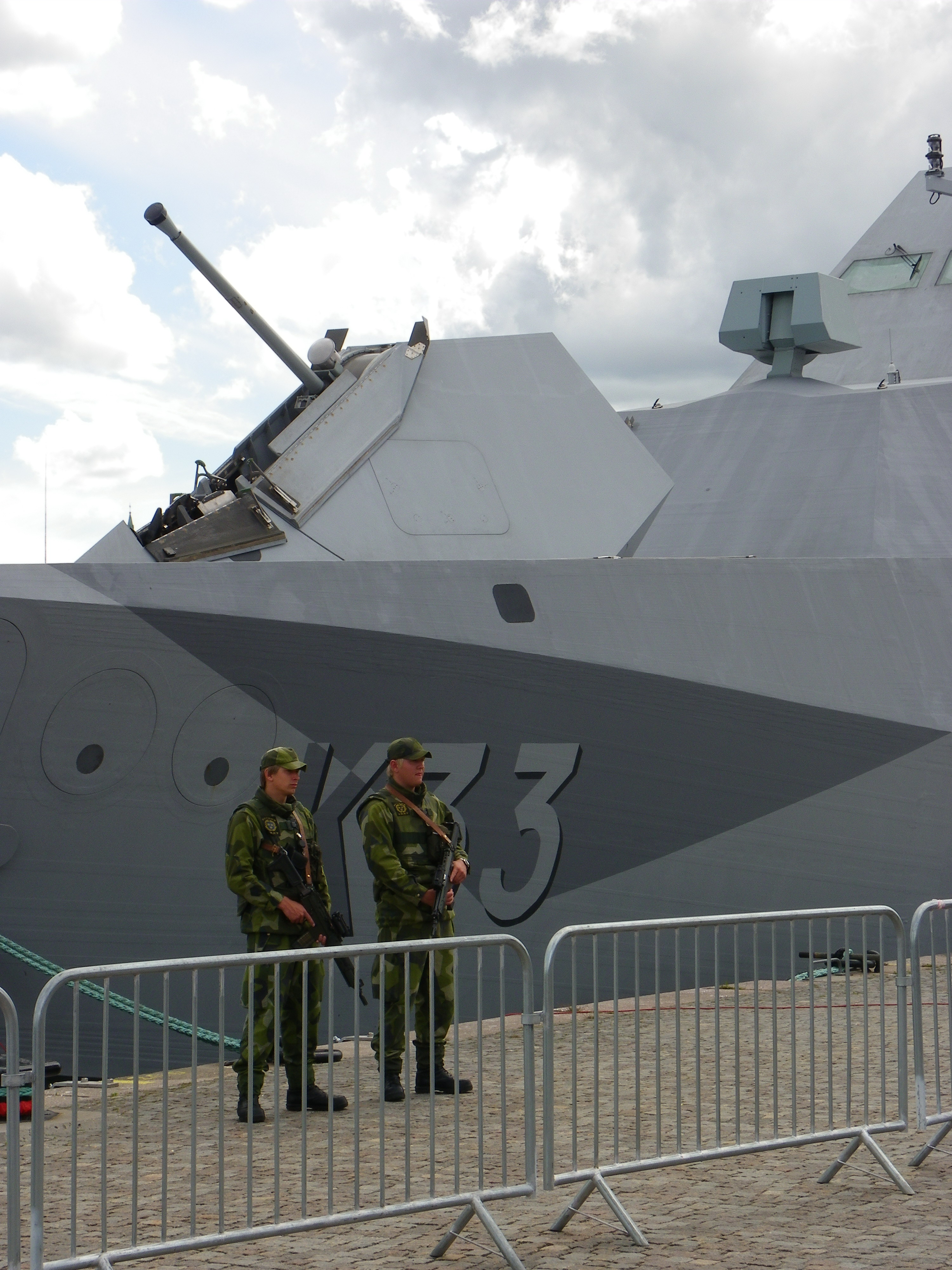
보포스 Mk3 57mm 포 (스텔스형)

### 명칭

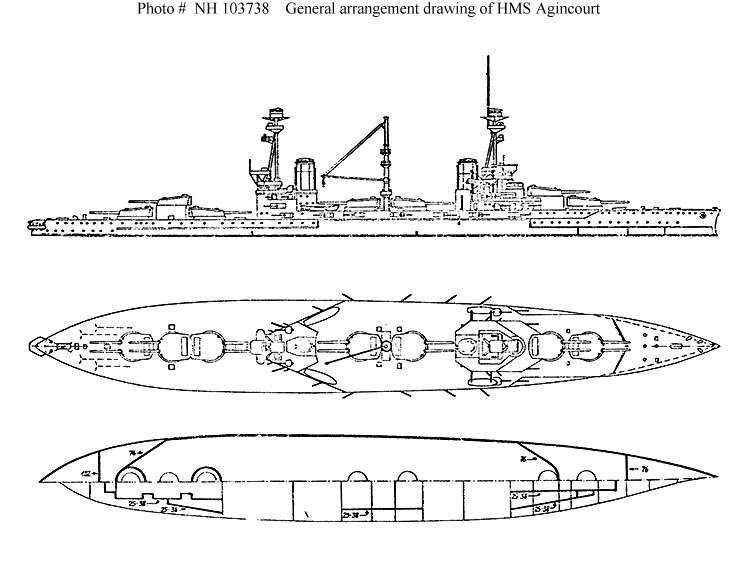
HMS 아진코트, 전함 역사상 가장 많은 주포탑 7개를 탑재한 영국 드레드노트급 전함

군함의 포탑에는 각각 고유 이름이 있었다. 영국 해군은 문자로, 전방 부의 포탑은 앞으로부터 ‘A’ ‘B’... 후방 포탑은 앞으로부터 ‘X’ ‘Y’, 그리고 중앙부의 포탑은 앞에서부터 ‘P’ ‘Q’ ‘R’이라고 불렀다. 예외도 일부 있을 수 있다. 예를 들어 ‘C’라고 불러야 포탑을 다이도급 경순양함은 ‘Q’, 넬슨급 전함은 ‘X’라고 불렀다. (넬슨급의 경우, 이 포탑은 주갑판 차원에서 함교 구조물과 ‘B’ 포탑에 끼워져 있으며, 전방과 후방의 사격을 제한 받았다.)
부포탑에는 ‘P’(좌현, Port)와 ‘S’(우현, Starboard)의 문자를 붙이고 함수부터 순서대로 번호를 매겼다. 예를 들어 ‘P1’은 좌현의 가장 함수 쪽의 포탑이다. 그러나 예외도 있다. 영국의 전함 ‘HMS 아진코트’(Agincourt)는 포탑이 7개였기 때문에, 요일 이름으로 ‘먼데이’(월요일), ‘튜즈데이’(화요일) ... ‘선데이’(일요일)라고 붙였다.
독일 해군은 일반적으로 함수부터 ‘A’ ‘B’ ‘C’...로 매겼다. 이때 무선용 부호(통화표)를 사용하여 포탑을 불렀다. 예를 들어 전함 ‘비스마르크’의 4개의 포탑은 ‘안톤’(Anton), ‘브루노’(Bruno) 또는 ‘베르타’(Berta), ‘카사르’(Caesar), ‘도라’(Dora)가 되었다.
또한 일본과 미국에서는 단순히 앞에서부터 ‘1번 포탑’, ‘2번 포탑’처럼 번호로 부른다.

## 지상 요새
현대는 영구적인 요새 자체가 시대에 뒤져 있기 때문에 사라져 가고 있지만, 예전에는 잘 구축되어 있었다. 요새에 있었던 포대는 포격에 노출되어도 쉽게 파괴되지 않도록 엄폐시켜 내부에 수납한 것이 많았지만, 대응할 수 있는 방향을 늘리기 위해 포탑화시킨 일도 있었다. 처음부터 요새에 설계된 포탑은 프랑스의 마지노선에 설치된 은폐식 포탑과 필리핀의 코레히도르 요새 근해에 설치된 포트 드럼 등이 있었다. 이 요새용 포탑은 고정식이었기 때문에 무게 제한을 거의 두지 않아도 무방했으므로, 강력한 방어력을 가지게 할 수 있었다.
전차가 진화하면서 요새를 쉽게 우회해 버리게 된 제2차 세계 대전 이후 대규모 요새가 만들어지는 것은 줄었지만, 우회가 어려운 요지를 막을 의도 등으로 요새가 세워졌다. 전차는 차체 부분을 메워 즉석에서 토치카로 만들 수 있지만, 처음부터 전차의 포탑을 요새에 묻어 버리는 일도 있었다. 예를 들어, 알바니아, 스위스, 오스트리아 등에서는 구식 전차의 포탑을 콘크리트에 묻어 토치카로 만드는 일이 있었다. 최초의 전체 회전 포탑을 갖춘 전차였던 르노 FT-17 경전차부터 이후에 제2차 세계 대전이 발발하기 전까지 마지노선을 강화하기 위해 즉석 토치카로 만들어 다수가 설치되었다. 이들에게 맞선 독일군도 구식화 된 전차의 포탑을 요새 건설에 사용하거나 새로 제작된 판터 전차의 포탑을 이용해 토치카를 만들어 방어전에 사용하기도 했다.
현대에서는 대함 미사일로 대체되면서 사라져 가고 있지만, 예전에는 해안을 방어하는 해안포가 각지에 구축되어 있었다. 해안포는 해상 표적을 노리기 위한 것이므로, 바다 쪽으로 향하고 있으면 충분했고, 사방으로 회전할 수 있는 포탑이 필요하지 않았다. 그러나 함선이나 전차의 포탑을 터릿으로 유용하는 일이 자주 있었다. 전자의 예로는 폐함이 된 전함의 포탑을 이용한 거대한 것도 많이 있었으며, 전함의 함포 사격에 대항할 수 있기도 했다. 후자의 예로는 세계 대전 중 독일군이 프랑스 해안 지대에 쌓은 대서양의 벽에 노획한 프랑스제 전차의 포탑을 설치한 것과 전후 핀란드가 소련에서 T-55의 포탑을 구입해 해안 요새에 설치한 사례가 있다.

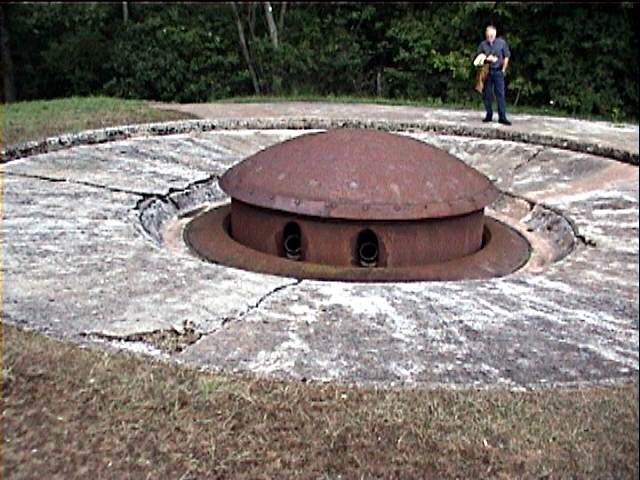
마지노선의 포탑
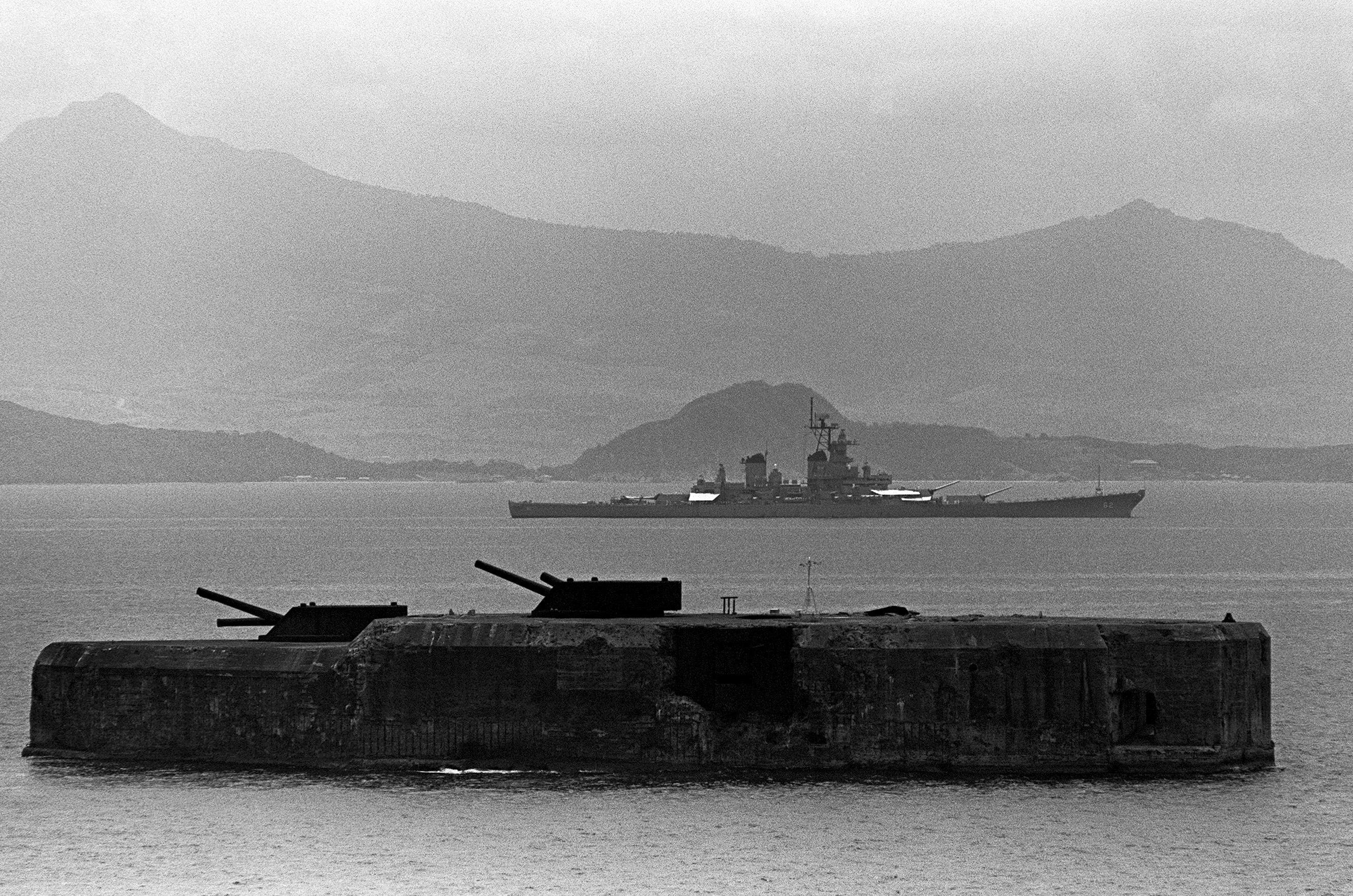
마닐라만의 포트 드럼
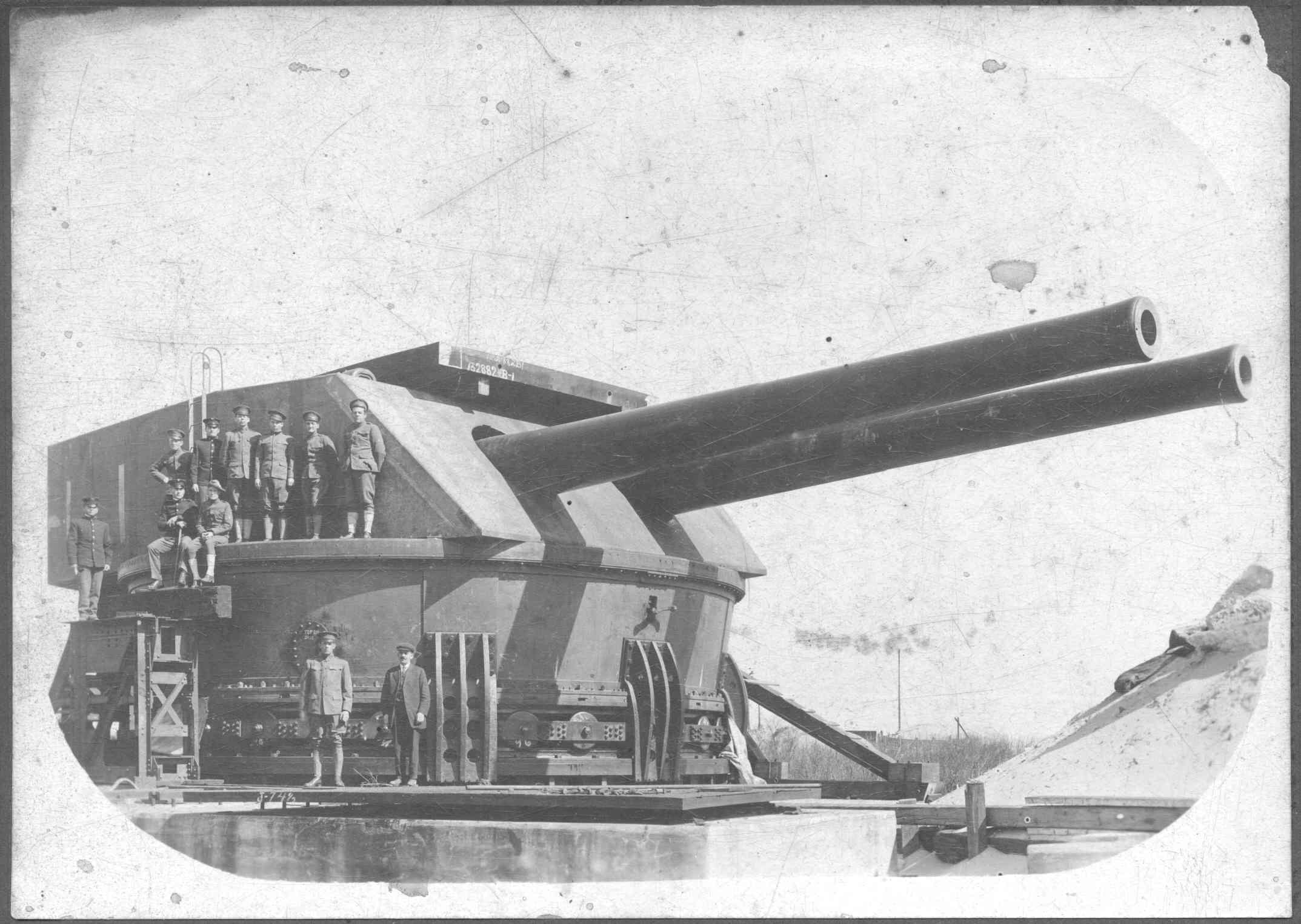
마닐라만의 포트 드럼에 있었던 356mm 대포
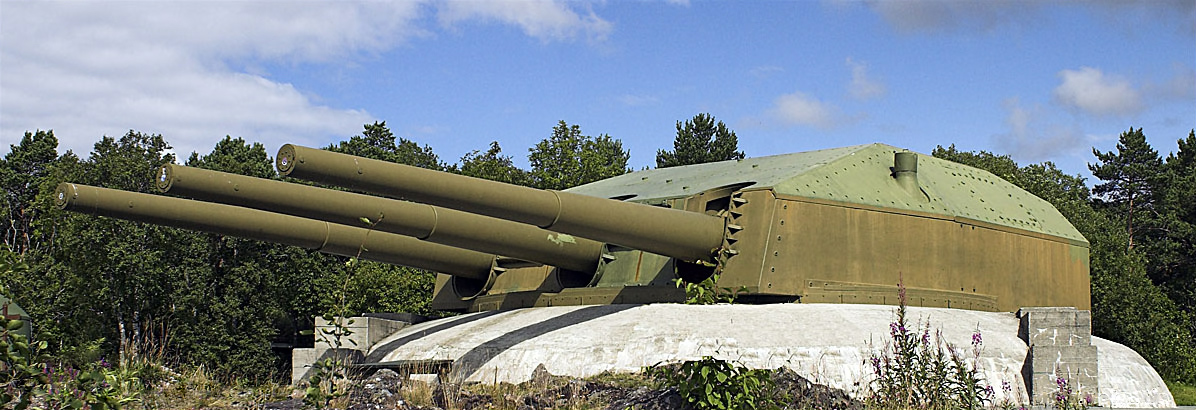
육상으로 유용된 샤른호스트급 전함 그나이제나우의 주포탑
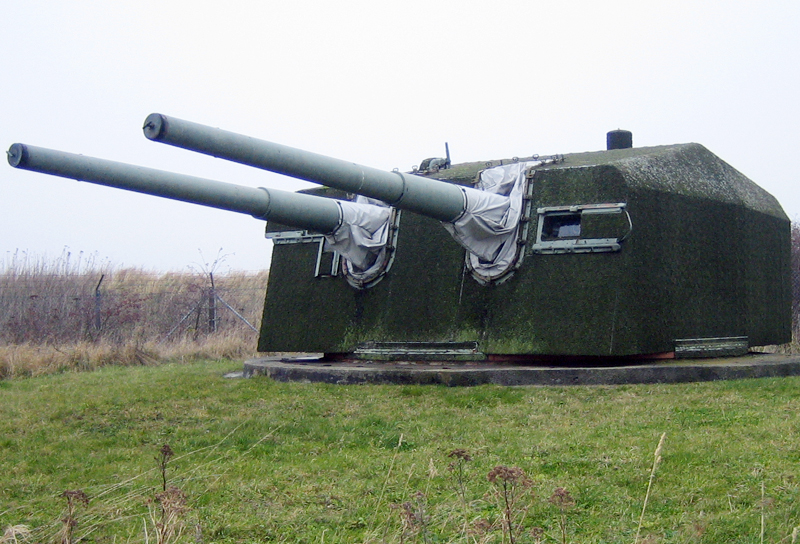
마찬가지로 육지에 설치된 그나이제나우의 부포탑
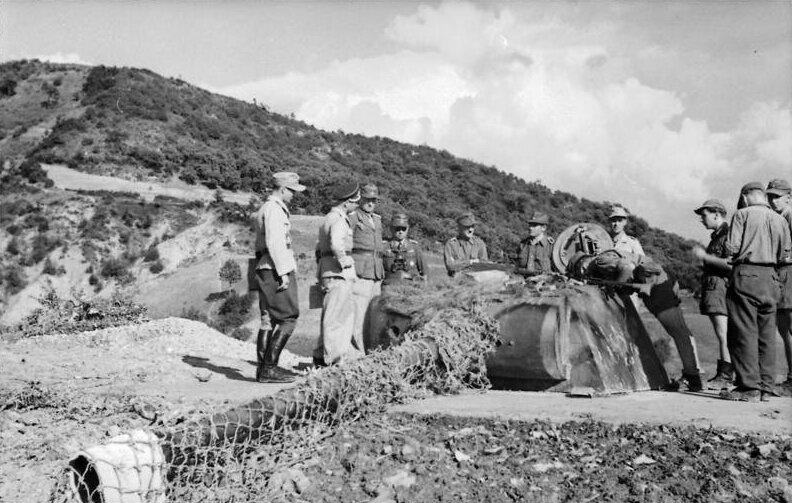
5호 전차 판터의 포탑을 개조, 유용한 동방의 벽 포탑

## 항공기
항공기에 최초로 탑재된 기관총은 한 방향으로 고정되었거나, 또는 간단한 회전기총 포가(스위블)에 설치되어 있었다. 이후 스위블은 기총수가 어떤 방향으로도 기관총을 발사할 수 있도록 그 바로 뒤에 위치를 고정할 수 있는 회전 기총 포가인 스카프링(Scarff ring)으로 발전했다. 항공기의 성능이 올라가고, 고고도로 고속으로 비행하게 되면서, 날씨로부터 보호할 필요가 생겼고 기총 자리를 둘러싸거나 방패를 붙이게 되었다. 영국 공군에서 동력식 기총탑(터릿)을 탑재한 최초의 폭격기는 1933년에 첫 비행을 한 볼튼 폴 오버스트랜드였다. 오버스트랜드는 기체 머리에 기총탑에 1정의 기관총을 탑재하고 있었다. 이윽고 기총탑의 수, 탑재 기관총의 수가 증가하였고, 제2차 세계 대전에서 영국 공군의 중폭격기는 일반적으로 3개의 동력식 기총탑을 갖추고 있었다. 특히 기체 후방의 기총탑은 4정의 7.7mm 기관총을 갖추고 있었다. 이것을 ‘테일 거너’(tail gunner) 또는 ‘테일 엔드 찰리’(Tail End Charlie) 포지션이라고 불렀다.
- 꼬리 기총 (테일 거너 tail gunner)

또한 영국에서는 ‘포탑 전투기’(turret fighter)라는 아이디어도 태어났다. 볼튼 폴 디파이언트가 실례이며, 날개에 전방 고정 기관총을 장착하지 않고, 조종석 뒤에 기총탑(7.7mm 4연장) 만 무장한 것이다. 이 아이디어가 태어난 당시는 전투기의 표준 무장은 기관총 2정 뿐이었다. 편대를 짜고 비행하는 중무장 폭격기를 요격하는 장면에서 포탑 전투기의 한 무리라면 (후방뿐만 아니라) 측면, 배후, 아래쪽에서도 공격할 수 있고 유연하게 화력을 집중할 수 있다고 생각했기 때문이다. 이 아이디어는 폭격기를 공격할 때 일리가 있었지만, 다른 전투기와 싸울 때는 실용적이지 않은 것으로 나타났다. 포탑의 무게와 공기 저항을 위한 고정 기관총을 장비한 단좌 전투기보다 둔한 속도였다. 그럼에도 전방에 공격이 불가능하기 때문에 적 전투기를 추월하거나 병행하는 것이 필요하다는 결함을 안고 있었다.
이 당시의 항공기용 선회 기관총과 기총탑은 승무원이 직접 조작하는 것이 많았지만, 일부는 유압이나 전기로 원격 조작이 가능한 것도 있었다. 특히 B-29 폭격기는 유압 동력 선회 총탑을 전 방위로 갖추고 있었으며, 이에 따라 기존의 노천 총탑과는 달리 사격수가 완벽한 실내에 들어가 원격 조작할 수 있었다. 제트기 시대의 도래로 폭격기 자위용 기총탑은 쇠퇴했다. 하지만 이 시대에도 보잉 B-52 폭격기 등 기체 꼬리에 한정 선회를 할 수 있는 기총좌를 갖추고 있었던 기체도 적지 않았다. 그러나 이러한 꼬리 기총좌도 승무원 수의 절감, 유효탑재량과 속도의 향상을 위해 곧 없어지게 되었다.
항공기의 기총탑 탑재 위치는 다양하며 다음과 같이 불린다.
- 도설 (dorsal) - 동체 윗쪽
- 벤트럴 (ventral) - 동체 아랫쪽
- 리어 (rear) 또는 테일 (tail) - 기체 꼬리
- 노즈 (nose) - 기체 앞쪽
- 친 (chin) - 기체 아래쪽

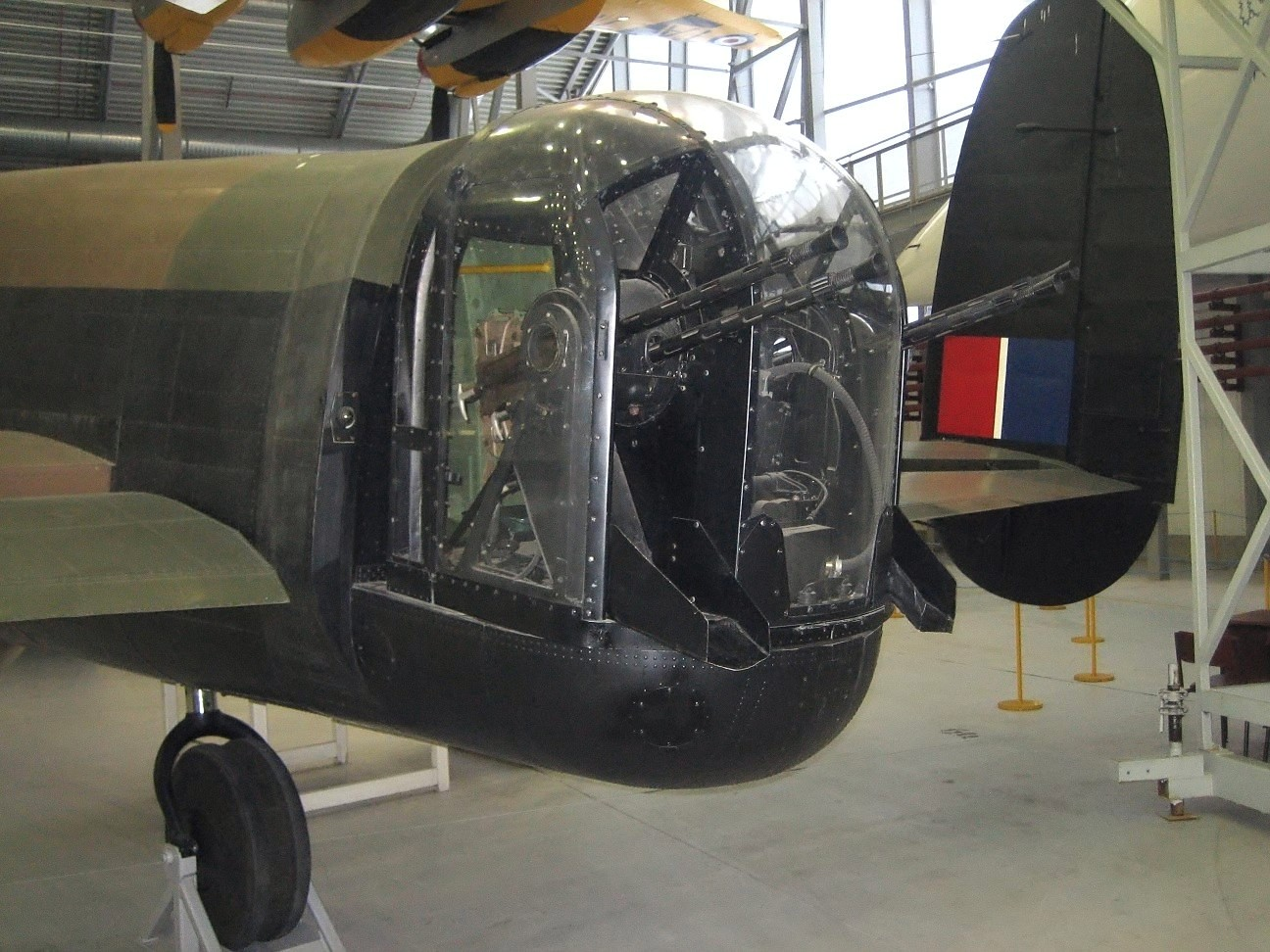
아브로 랭커스터의 꼬리 기총탑
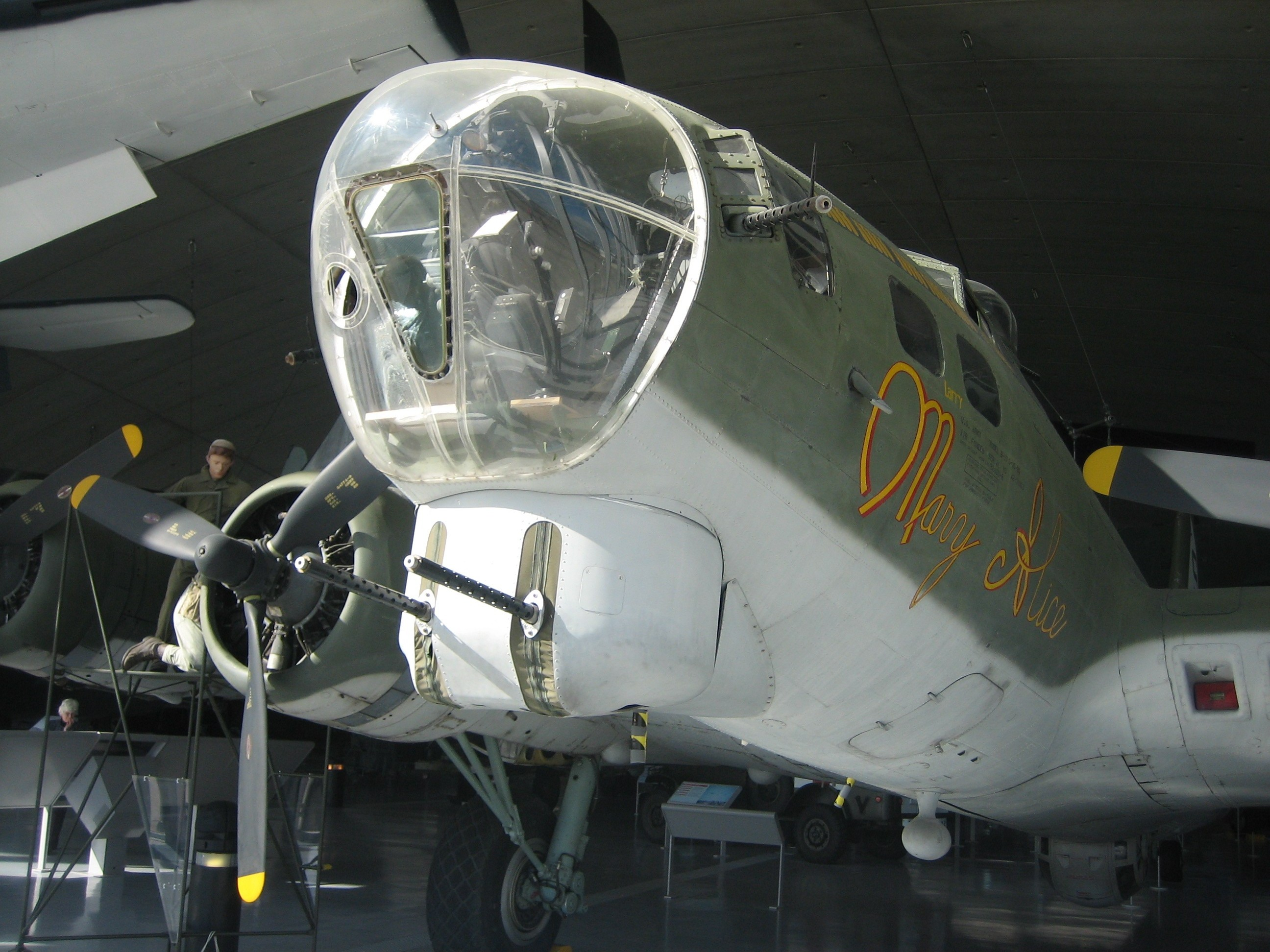
B-17G 폭격기의 머리 하부 기총탑
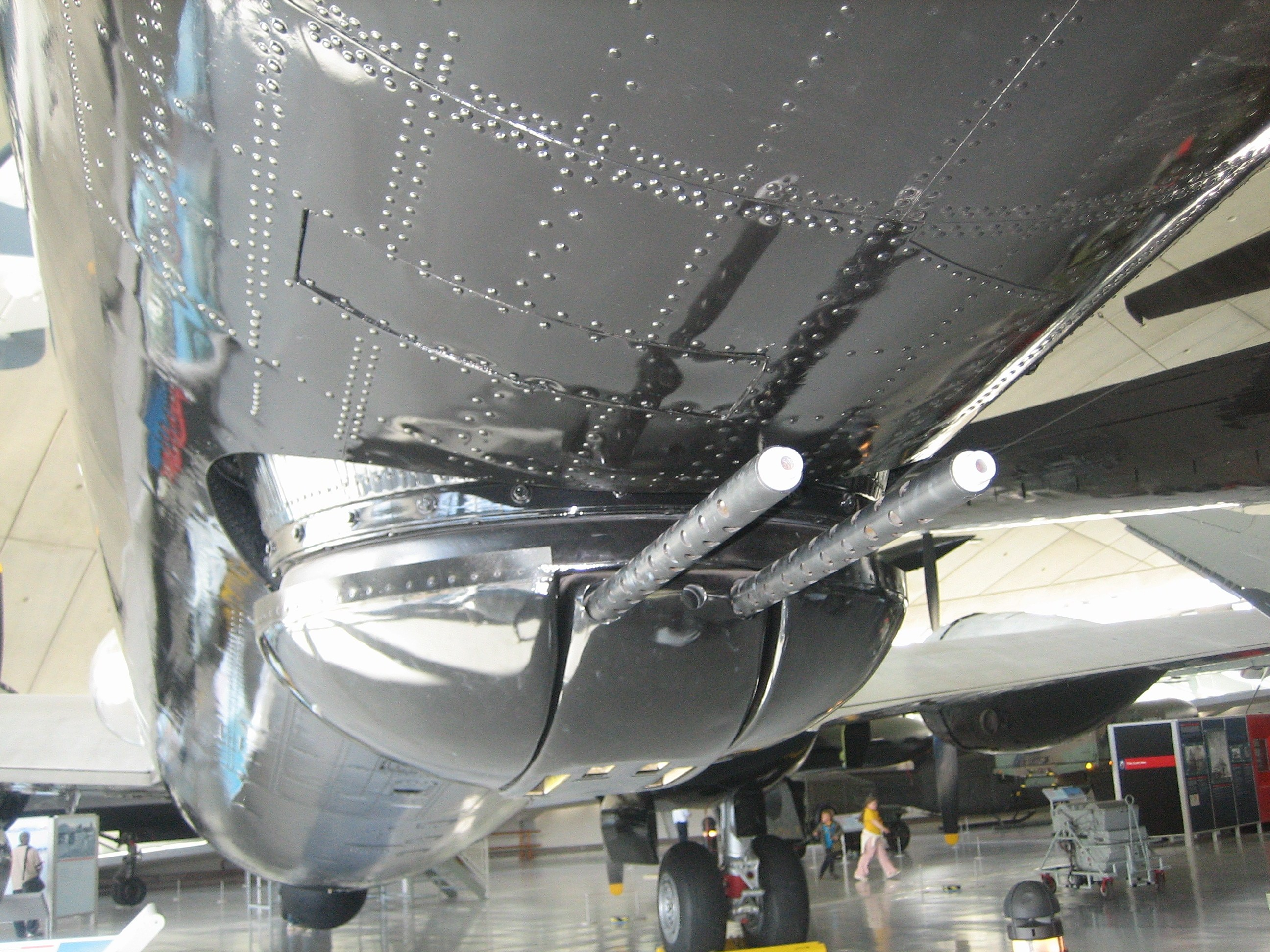
B-29 폭격기의 유압 원격조작 동체 하부 기총탑
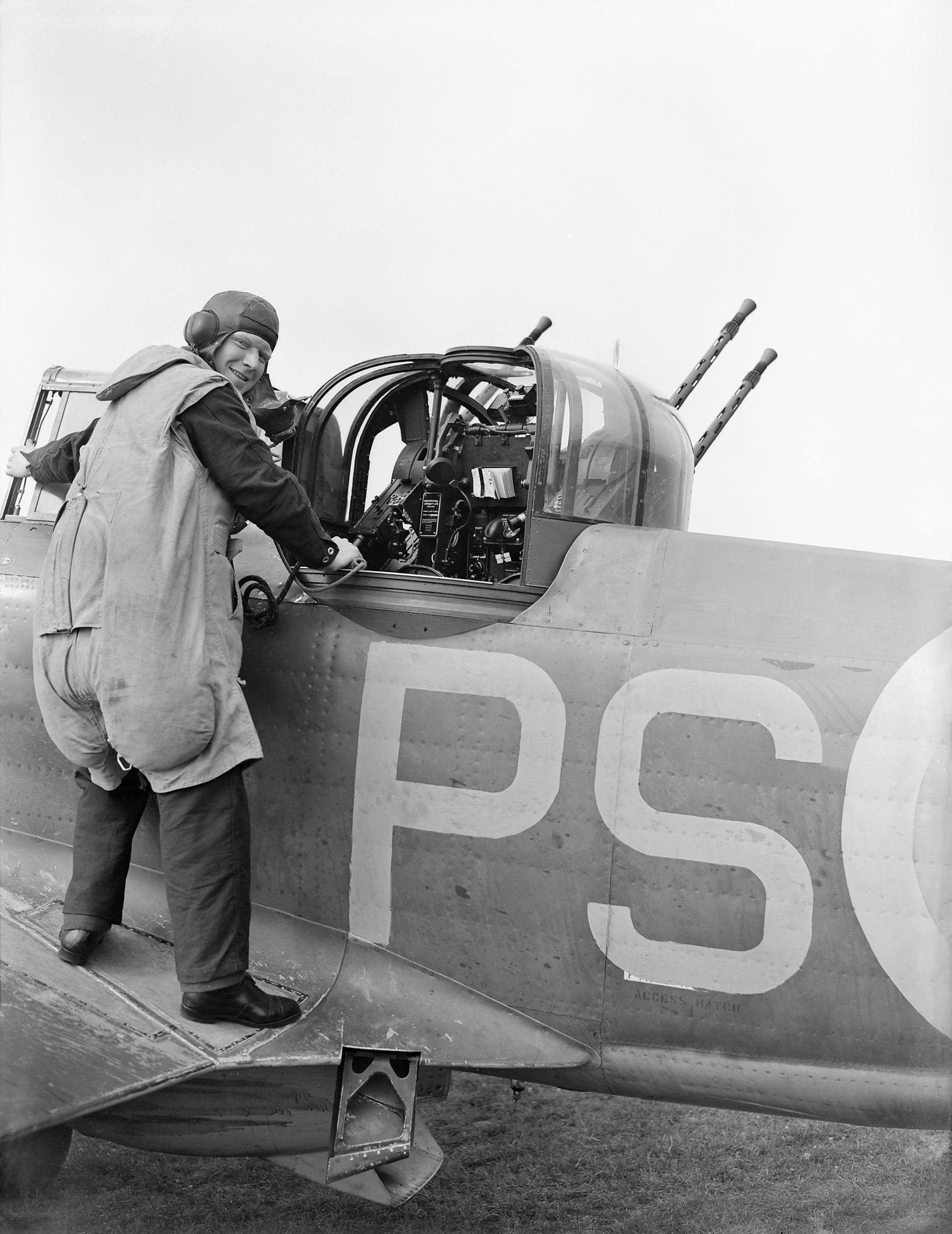
볼튼 폴 디파이언트 Mk I의 기총탑
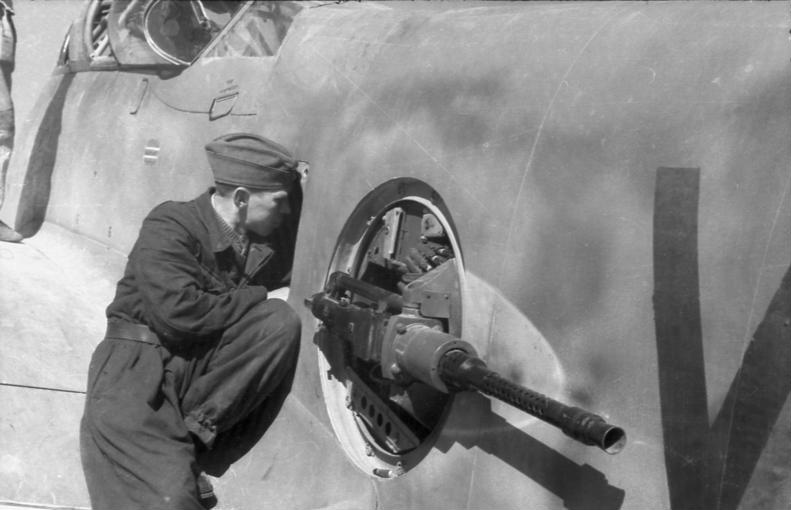
메서슈미트 Me210의 동체 측면의 원격조작 기총탑. 정비를 위해 총탑 페어링을 분리

## 장갑전차 차량

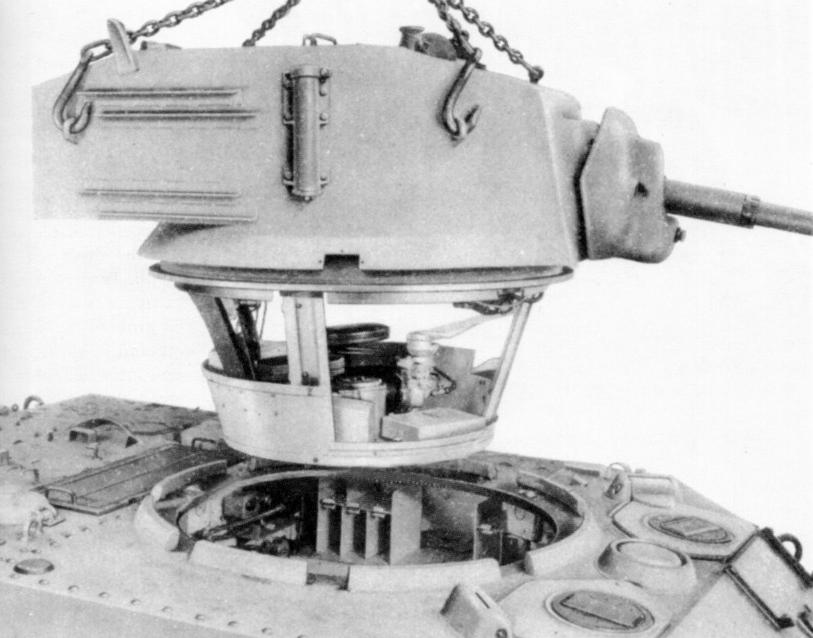
M3A3 경전차의 37mm 전차포 M6 탑재포탑. 승무원이 탈 수 있게 설계되어 있다

제1차 세계 대전 당시 영국군의 마크 I 전차는 좌우 돌출판 (돌출)의 포곽(케이스메이트)에 대포와 기관총을 탑재하고 있었다.
마크 I의 조상으로 시험적으로 제작된 전차인 리틀 윌리는 상단에 포탑을 탑재하기 위한 준비를 하고 있었지만, 차체 중심에 엔진이 장착되어 있어, 그곳에 포탑을 설치하지 못했다. 같은 시기에 프랑스군 전차는 돌격포처럼 차체 전방에 대포를 장착하고 있었지만, 이후 르노 FT-17 경전차에서 선회 포탑을 실용화시켜 현대에 이르게 된 전차의 기본형이 이 모델에서 출현했다.
세계 대전 사이에 소련의 T-35 중전차와 독일 NbFz 같은 육상 전함격인 ‘세 보이는’ 다포탑 전차 형식도 유행한 적이 있다. 그러나 포탑이 증가한 만큼 방어가 취약해졌고, 절대다수의 포탑에 대한 지휘도 어려워지는 단점을 극복하지 못했으며, 복잡한 구조에서 오는 높아진 제작비용과 낮은 생산성에도 문제가 있었기 때문에 결국 주류는 단일 포탑 형식으로 돌아갔다.
현대의 전차는 포탑은 탑승자 보호를 위해 장갑화되어 있고, 일반적으로 105-125mm 정도의 대구경 전차포 1문을 탑재하고 360도 전방향으로 회전한다. 대부분의 경우 주포 동축기관총을 포탑에 장착하고 있으며, 이것은 적 보병의 소탕과 근거리에서 스포팅 라이플 대신 사용된다. 전차 포탑에는 보통 2명 이상의 승무원을 수용한다. (일반적으로 전차장과 포수, 추가로 장전수가 있다.)
기타 기갑 전투 차량에도 용도에 맞게 포탑을 탑재하고 전차포 이외의 무장을 갖추고 있다. 보병 전투 차량은 소구경포, 기관포, 대전차 미사일, 런처를 단독 또는 조합하여 포함하고 있는 경우가 많다. 이탈리아 군의 첸타우로 전투 정찰차, 프랑스 군의 AMX-10RC, 미군의 M1128 스트라이커 MGS처럼 (반동이 더 줄어든) 전차포와 다르지 않은 105mm 포를 탑재한 장륜식 장갑차도 실용화되어 있다.
현대의 자주포는 전차보다 더 큰 대구경 화포를 회전식 포탑에 탑재하고 있는 것이 많으며, 언뜻 전차와 유사한 모양이기는 하지만, 그 장갑은 결정적인 탄파편 방어가 주전차보다 얇은 예가 거의 대부분이다.

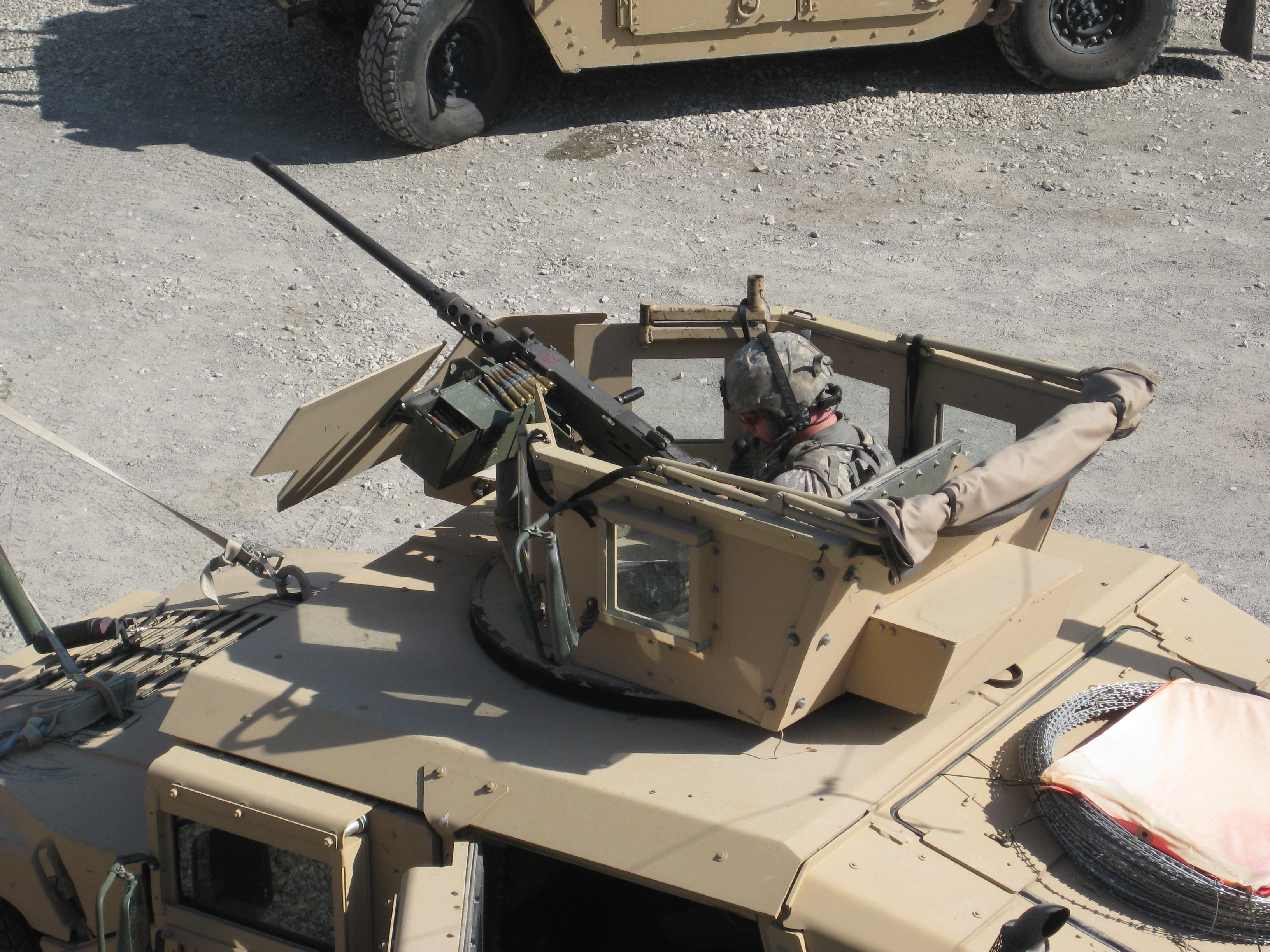
험비에 탑재된 장갑총탑（OGPK）

또한 경장갑 차량과 비장갑 전투 차량, 정찰 차량 등에도 기관총을 장비한 1인용 총탑을 올려두고 있다. 제1차 세계 대전에서 사용된 영국군의 롤스로이스 장갑차 등 일부 장륜장갑차에 무장된 회전총탑이 구비되어 있었다. 제2차 세계 대전 때에도 예를 들어 독일군의 Sd Kfz 221과 Sd Kfz 222, 소련군의 BA-64 같은 소형 정찰 장갑차에는 주위를 장갑판으로 덮고 총탑을 장비한 경우가 많았다.
또한 이 당시 지프와 군용 트럭과 같은 비장갑 차량에 기관총을 장착한 사례도 있었지만, 이들의 대부분은 총탑 장비가 아니라 노출된 총가에 장착한 것이 대부분이었다. 그 후의 사례로는 베트남 전쟁에 투입된 미군의 M113 장갑차의 사례처럼 원래는 큐폴라에 기관총만 장착하고 있었지만, 사수의 피해를 막기 위해 주위에 장갑판을 증설하여 되어 결과적으로 1인용 총탑이 된 예도 있었다. 비장갑 차량 험비에서도 비슷한 유형이 있었는데, 이라크 전쟁 당시 루프 위의 총좌 사수의 피해를 막기 위해 현지에서 개조하여 방패나 방탄판을 얹은 경우가 다수 발생하였고, 이후 OGPK과 MCTAGS 같은 정식 장비로, 장갑화된 1인용 총탑이 개발되어 운용되고 있다.
사수의 피해를 막기 위한 또 다른 방법으로 원격조작식 자동소총탑(RWS, Remote Weapon Station)도 개발되어 있다. 먼저 실용화 시킨 곳은 이스라엘 라파엘에 의해 개발된 라파엘 오버헤드 웨폰 스테이션이지만, 그 후 각국에서 유사한 개념의 원격조작 총탑이 개발되어 실전 배치되어 있다.

## 같이 보기
- 바베트
- 포곽
- 포방패